# حرب البيكوات
كانت حرب البيكوات نزاعًا مسلحًا وقع بين عامي 1636 و1638 في نيو إنجلاند، بين قبيلة بيكوات وتحالف مستعمري خليج ماساتشوستس وبليموث وسايبروك وحلفائهم من قبائل ناراغانسيت وموهيغان. انتهت الحرب بتعرض البيكوات لهزيمة ساحقة، إذ قُتل وأسر نحو 700 فرد من قبيلة بيكوات مع انتهاء الحرب. بيع مئات السجناء ليصبحوا عبيدًا في الهند الغربية؛ تشتت الناجون الآخرون بعد أن أسرتهم القبائل المنتصرة.
يُعتبر القضاء على قبيلة بيكوات كدولة حاكمة في جنوب نيو إنجلاند النتيجة الأساسية لهذه الحرب، وقد صنفت السلطات الاستعمارية هذه القبيلة على أنها قبيلة منقرضة. بقي الناجون في المنطقة، ولكن استوعبتهم القبائل المحلية الأخرى.

## أسباب الحرب
ساهمت سلسلة من العوامل في زيادة التوترات بين المستعمرين الإنجليز وقبائل جنوب شرق نيو إنجلاند بدءًا من أوائل ثلاثينيات القرن السابع عشر. أدت أيضًا الجهود المبذولة للسيطرة على تجارة الفراء إلى سلسلة من الحوادث المتصاعدة والهجمات التي زادت من حدة التوتر لدى كلا الطرفين. اتسعت الانقسامات السياسية بين قبيلة بيكوات وقبيلة موهيغان بسبب تعاون كل منهما مع مصادر تجارية مختلفة، إذ تعاملت قبيلة موهيغان مع المستعمرين الإنجليز، في حين تعاونت قبيلة بيكوات مع المستعمرين الهولنديين. انتهى السلام بين الهولنديين وقبيلة بيكوات عندما اعتدت الأخيرة على قبيلة من الهنود بسبب محاولتها التجارة في منطقة هارتفورد. اشتدت التوترات مع تحول مستعمرة خليج ماساتشوستس إلى معقل لإنتاج الـ «وامبوم» [خرز الزينة الذي استعمله الهنود الحمر بمثابة نقود]، إذ سيطر على هذه الصناعة كل من قبيلة ناراغانسيت وقبيلة بيكوات حتى منتصف ثلاثينيات القرن السابع عشر.
إضافةً إلى التوترات السابقة، قتل النيانتيك -أحد الفروع الغربية لقبيلة بيكوات- جون ستون ونحو سبعة من أفراد طاقمه في عام 1634. فسرت قبيلة بيكوات ما حدث لاحقًا موضحةً أن النيانتيك قد قتلوهم انتقامًا لقتل الهولنديين لزعيم قبيلة بيكوات الأكبر تاتوبيم، وادعت عدم معرفتها بأن ستون إنجليزي وليس هولندي. (تدعي الروايات المعاصرة معرفة قبيلة بيكوات بجنسية ستون). أما فيما يخص مقتل زعيم قبيلة بيكوات الأكبر، فقد صعد تاتوبيم على متن سفينة هولندية للتجارة، ولكن أسر الهولنديون الزعيم الأكبر بدلًا من المتاجرة، وطالبوا بقدر كبير من الفدية من أجل عودته الآمنة إلى قبيلته. أرسلت قبيلة بيكوات مباشرةً مكاييل من الوامبوم، لكنهم لم يتلقوا سوى جثة تاتوبيم في المقابل. كان ستون من الهند الغربية ولكنه نُفي من بوسطن بسبب ارتكابه لأعمال مخالفة للقانون بما في ذلك السكر والزنا والقرصنة. لقد اختطف ستون رجلين من أفراد نيانتيك الغربيين، وأرغمهما على الإبحار به إلى نهر كونيكتيكت. هاجمت مجموعة أكبر من أفراد النيانتيك الغربيين ستون وطاقمه وقتلوهم بعد فترة وجيزة من ذلك. تفاوتت ردود الفعل الأولية في بوسطن بين اللامبالاة والفرح التام بوفاة ستون، ولكن شعر المسؤولون الاستعماريون أنهم مضطرين للاحتجاج على حادثة القتل. لم يقبل المسؤولون تذرّع قبيلة بيكوات بعدم معرفتها بجنسية ستون. بعث زعيم قبيلة بيكوات الأكبر ساساكوس مقدارًا من الوامبوم للتكفير عن الحادثة، لكنه رفض مطالب المستعمرين بتسليم المحاربين المسؤولين عن مقتل ستون إليهم ليُحاكموا ويُعاقبوا.
كان وضع المحاصيل في عام 1635 حرجًا بسبب إعصار غريت كولونيال -وفقًا للمؤرخة كاثرين غراندجين- ما أدى إلى زيادة المنافسة على إمدادات الطعام الشتوي لعدة سنوات بعد ذلك في معظم أنحاء كونيكتيكت الساحلية، ورود آيلاند وماساتشوستس. أدى هذا بدوره إلى زيادة التوترات بين قبيلة بيكوات والمستعمرين الإنجليز الذين كانوا غير مستعدين لمواجهة فترات المجاعة.
كان مقتل التاجر المدعو جون أولدهام بعد تعرضه لهجوم خلال رحلته إلى بلوك آيلاند في 20 يوليو من 1636 السبب المباشر للحرب. قتل الهنود المتحالفين مع قبيلة ناراغانسيت -التي سعت لثني المستوطنين عن التجارة مع قبيلة بيكوات المنافسة- أولدهام مع بعض أفراد طاقمه ونهبوا سفينته. عُرف أولدهام بكونه مثيرًا للشغب ونُفي من مستعمرة بليموث قبل وقت قصير من الحادث الذي وقع في جزيرة بلوك. افترض بعض مسؤولي خليج ماساتشوستس ورود آيلاند وكونيكتيكت بعد عدة أسابيع من وقوع الحادثة احتمال كون الجناة من قبيلة ناراغانسيت. كانوا يعلمون بتحالف هنود بلوك آيلاند مع قبيلة النيانتيك الشرقية، ما زاد ارتيابهم من تلك القبيلة. في غضون ذلك، هرب القتلة وحصلوا على ملاذ آمن في قبيلة بيكوات.

## تداعيات الحرب
التقت قبيلتا موهيغان وناراغانسيت في المحكمة العامة في ولاية كونيكتيكت ووافقتا على حسم مسألة الناجين من أفراد قبيلة بيكوات. تُعرف الاتفاقية باسم معاهدة هارتفورد الأولى، ووُقع عليها في 21 سبتمبر من عام 1638. نجا نحو 200 فرد من قبيلة بيكوات من الحرب. استسلموا في نهاية المطاف، ووضعوا أنفسهم تحت سلطة أحد الزعيمين الكبيرين لقبيلتي موهيغان وناراغانسيت:
ثم سُلم ثمانون فردًا إلى أونكوس زعيم قبيلة موهيغان الأكبر. سُلم ثمانون فردًا آخرًا إلى ميان تونيمو زعيم قبيلة ناراغانسيت؛ كما سُلم عشرون فردًا منهم إلى قبيلة نينيغريت، على الرغم من أنه يجب أن يكون مكتفيًا بقتل رجاله لفرس إدوارد بومروي. أصبح أفراد قبيلة بيكوات الناجين ملزمين بالمعاهدة التي تنص على عدم السكن في موطنهم الأصلي، وعدم نسب أنفسهم إلى قبيلة «بيكوات» بعد الآن، بل إلى قبيلتي موهيغان وناراغانسيت.:18
استُعبد أفراد آخرون من قبيلة بيكوات، وأُرسلوا إلى برمودا أو الهند الغربية، أو أجبروا على أن يصبحوا عبيدًا لدى الأسر الإنجليزية في كونيكتيكت وخليج ماساتشوستس. أعلنت المستعمرات عمليًا عن انقراض قبيلة بيكوات بمجرد منع أفرادها من استخدام هذا الاسم بعد هزيمتهم.

أعزى المستعمرون انتصارهم على قبيلة بيكوات المعادية إلى العمل الإلهي:
لتملأ الأرض كلها بمجده! هكذا سُر الرب بضربه أعدائنا في الصميم، وبإعطائنا أرضهم لنتوارثها.
كانت هذه هي المرة الأولى التي واجه فيها سكان ألغونكيان في جنوب نيو إنجلاند حربًا على الطراز الأوروبي. لم تكن هناك معارك كبيرة بين الهنود والمستعمرين في جنوب إنجلترا الجديدة بعد حرب البيكوات طوال 38 عامًا تقريبًا. انتهت فترة السلام الطويلة هذه في عام 1675 مع نشوب حرب الملك فيليب. قال المؤرخ أندرو ليبمان إن حرب البيكوات قد نشرت ممارسة المستعمرين والهنود المتمثلة بأخذ أجزاء من جسم المهزومين واعتبارها غنائم من المعركة؛ كُرم ودُفع تعويضات نقدية لأولئك الذين عادوا برأس أو فروة رأس فرد من أفراد قبيلة بيكوات.